# Stade Petrovski
Le stade Petrovski (en russe : Стадион Петровский) est un complexe sportif situé sur l'île Petrovsky, dans la ville de Saint-Pétersbourg en Russie, d'une capacité d'environ 22 000 places. Il a hébergé le club de football du Zenit (jusqu'en 2017) puis le FK Tosno (en 2017-2018).

## Historique
Le stade originel a été conçu par les architectes N.V. Baranov, O.I. Gouriev et V.M. Fromzel et a été construit en 1924 – 1925. De 1957 à 1961, il a subi une rénovation importante, amenant sa capacité à 22 000 places.
Le stade a reçu une reconnaissance mondiale lors des Goodwill Games de 1994. Pour ces jeux, le confort a été amélioré et le nombre de places assises a été réduit à 21 500.

## Évènements
- Coupe d'Europe des nations d'athlétisme 1998